# سینما کانون (ساری)
سینما کانون یک سینما در شهر ساری، ایران است.
این سینما که در سال ۱۳۹۷ تأسیس شده هم‌اکنون متعلق به کانون پرورش فکری کودکان و نوجوانان می‌باشد و دارای ۱ سالن است.